# Zion.T

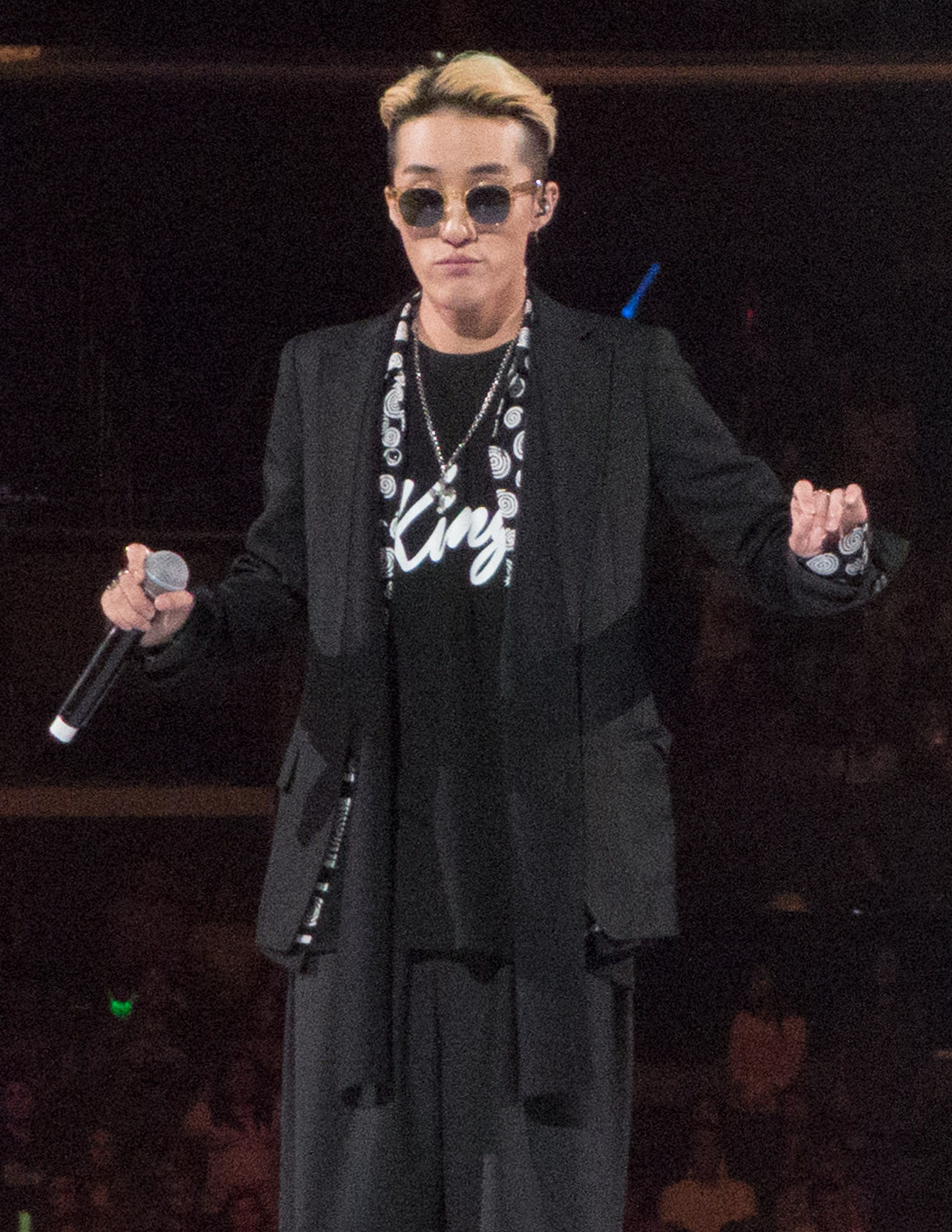

Kim Hae-sol (sinh ngày 13 tháng 4 năm 1989), được biết đến với nghệ danh Zion.T (Hangul: 자이언 티), là một ca sĩ hip-hop và R&B người Hàn Quốc, có hợp đồng với The Black Label, một chi nhánh của YG Entertainment, do Teddy Park và Kush quản lý. Anh đã phát hành một album studio, Red Light (2013), [4] và hai vở kịch kéo dài. Anh cũng đã xuất hiện trên các bài hát của các nghệ sĩ nổi tiếng K-pop như G-Dragon và Zico.